# KK Cedevita Junior
KK Cedevita Junior je hrvatski profesionalni košarkaški klub iz Zagreba. Klub je nakon sezone 2008./09. dobio pozivnicu za nastup u regionalnoj NLB ligi. Peterostruki je osvajač naslova prvaka Hrvatske, četverostruki osvajač Kupa Krešimira Ćosića, dvostruki osvajač Kupa Dražena Petrovića uz 4 nastupa u finalu regionalne ABA lige.

## Naziv kluba kroz povijest
- Botinec (1991. – 1992.)
- Stribor (1992. – 1992.)
- Botinec (1992. – 1994.)
- Hiron Ema Šport (1994. – 1997.)
- Hiron Botinec (1997. – 2003.)
- Hiron (2003. – 2005.)
- Cedevita (2005. – 2019.)
- Cedevita Junior (2019. – dalje)

## Treneri
- Rudolf Jugo
- Srećko Medvedec
- Jakša Vulić
- Slobodan Subotić
- Božidar Maljković
- Dražen Anzulović
- Aleksandar Petrović[1][2]
- Jasmin Repeša
- Veljko Mršić
- Jure Zdovc
- Slaven Rimac
- Damir Mulaomerović

## Povijest
Klub je osnovan 14. kolovoza 1991. u novozagrebačkom naselju Botinec. Osnovala ga je mlada skupina entuzijasta, a klub je nazvan "KK Botinec". Na početku klub je igrao na vanjskim betonskim terenima ali se uskoro sele u dvoranu škole u Botincu. Kratko se je 1992. klub zvao "KK Stribor", ali je ubrzo vraćeno ime naselja. Već 1993. klub prelazi u dvoranu u Trnskom. Ondje je igrao kvalifikacije 2. ligu, no onda je umjesto njih 2. ligu izborio mladi klub iz Velike Gorice, KK Media. Čestim izmjenama natjecateljskog sustava, KK Botinec 1994. igra hrvatsku B-1 ligu, a već 1995. klub dobiva prvog jakog sponzora, tvrtku Hiron te se ime kluba mijenja u "KK Hiron Botinec". Veliki iskorak kluba događa se 1998. kada Hiron Botinec kao prvoplasirana momčad ulazi u A-2 Hrvatsku košarkašku Ligu. Klub se 2000. seli iz Trnskog u dvoranu Sutinska vrela, a već godinu dana kasnije klub ulazi A-1 Ligu. Prva sezona u elitnom društvu Hiron Botincu donosi i najbolji rezultat – 5. mjesto, iza Cibone, Zadra, Splita i Zagreba. Klub se etablirao u Prvoj ligi te sezonu kasnije igra i Europu. U FIBA kupu ispada tek u četvrtfinalu. Jači je bio kasniji pobjednik, Mitteldeutcher iz Leipziga. Nakon nekoliko sezona, klub ističe još veću ambiciju – skori ulazak u Jadransku regionalnu ligu. U sezona 2005./06. Atlantic Grupa ulazi u klub kao generalni sponzor, a klub mijenja ime u "KK Cedevita". 25. lipnja 2009. iz vodstva ABA-e (Adriatic Basketball Association) stigla je vijest da je upravni odbor regionalne lige pozivnicu za sudjelovanje u NLB ligi 2009./10. dodijelio Cedeviti. Cedevita je tako s pozivnicom (en. wild cardom) postala četvrti klub iz Hrvatske koji je u toj sezoni participirao u regionalnom natjecanju, uz Cibonu, Zadar i Zagreb Crobenz. Cedevita je u premijernoj sezoni ostvarila 13 pobjeda, a u Sutinskim vrelima poraženi su svi osim tada aktualnih slovenskog i hrvatskog prvaka - košarkaša Union Olimpije i Cibone (uz francuski Elan Chalon u EC kupu). U sezoni 2010./11. Cedevita je u NLB ligi ostvarila 14 pobjeda, igrala Final four Eurokupa u Trevisu gdje je osvojila 3. mjesto svladavši talijanski Benetton, a u prvenstvu Hrvatske igrala je finale te izgubila od Zagreba naslov prvaka. U sezoni 2011./12. Cedevita je osvojila hrvatski Superkup, trofej Dražena Petrovića, u ABA ligi ostvarila 19 pobjeda i visoko 2. mjesto iza Maccabija izgubivši u finalu u Tel Avivu a u dvorani Trnsko osvojila je uz trenera Dražena Anzulovića svoj prvi Kup Krešimira Ćosića svladavši u finalu KK Zagreb. Istog protivnika Cedevita je pod vodstvom trenera Jasmina Repeše u finalu svladala i 2014. osvojivši svoj drugi Kup Krešimira Ćosića. Pod trenerom Repešom, Cedevita 2014. osvaja i prvi naslov prvaka Hrvatske svladavši u finalnoj seriji s 3-0 Cibonu. U sezoni 2013./14. Cedevita je igrala i svoje drugo finale ABA lige izgubivši u Beogradu od Cibone. U sezoni 2014./15. Cedevita je osvojila Kup Dražena Petrovića, po treći je puta osvajač Kupa Krešimira Ćosića svladavši u finalnoj utakmici turnira u Vukovaru Zadar, po drugi puta je osvojila naslov prvaka Hrvatske svladavši u finalu doigravanja Cibonu s 3-1. Također, u ABA ligi je u finalu doigravanja bolja bila Crvena zvezda 3-1, u Euroligi su upisane 3 pobjede, protiv Maccabija u Tel Avivu i Albe u Berlinu te Limogesa u Zagrebu, a u 1/16 finala Eurokupa bolja je bila španjolska Gran Canaria. 
Klub se 31. svibnja 2019. spojio s višestrukim slovenskim prvakom Petrol Olimpijom i tako preselio u Ljubljanu.Klub nastavlja s radom u Hrvatskoj, pod imenom "Cedevita Junior", i to kao omladinski pogon novoosnovane Cedevite Olimpije.

## Uspjesi
A-1 liga / Premijer liga (5)
- prvak: 2013./14., 2014./15., 2015./16., 2016./17., 2017./18.
- doprvak: 2010./11., 2011./12., 2018./19.

Kup Krešimira Ćosića (7)
- pobjednik: 2011./12., 2013./14., 2014./15., 2015./16., 2016./17., 2017./18., 2018./19.
- finalist: 2012./13., 2021./22., 2022./23.

ABA liga (4)
- doprvak: 2011./12., 2013./14., 2014./15., 2016./17.

Superkup ABA lige (1)
- pobjednik: 2017.

ULEB Eurokup
- 3. mjesto: 2011.

## Međunarodna natjecanja
Od 2003. Cedevita (tada Hiron) sudjeluje u europskim natjecanjima, a najznajčajniji uspjesi su osvojeno 3. mjesto u Eurokupu 2011. i 2. mjesto u Jadranskoj ligi 2012., 2014., 2015. i 2017.

## Vanjske poveznice
- Službena stranica
- Sportnet  Arhivirana inačica izvorne stranice od 14. travnja 2011. (Wayback Machine)